# 얀 판 에이크

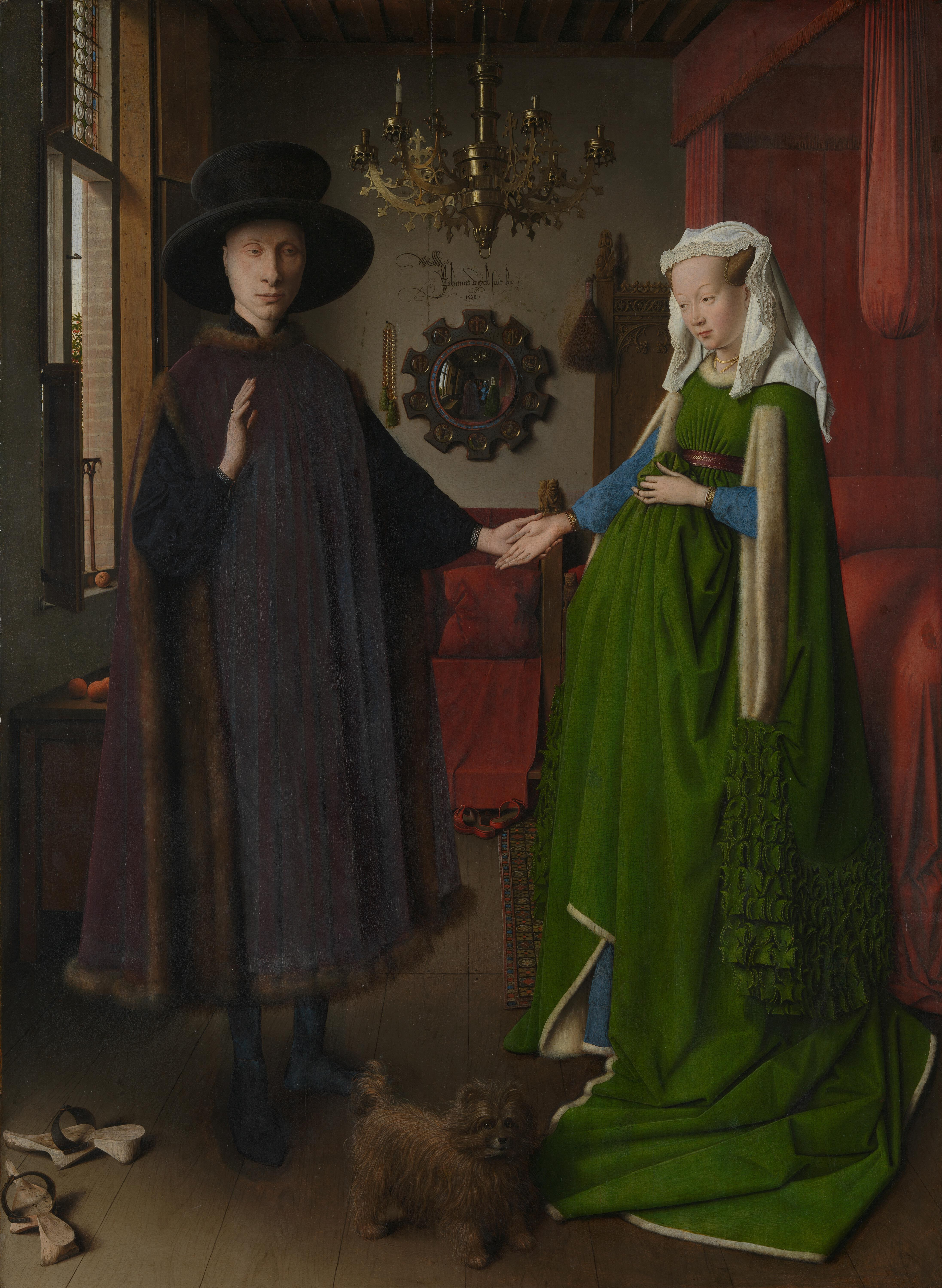
《아르놀피니 부부의 초상》, 참나무 판에 유화, 1434년. 런던 내셔널갤러리

얀 반 에이크(네덜란드어: Jan van Eyck, 약 1390년 이전 ~ 1441년 7월 9일)는 브뤼허에서 활동한 플랑드르의 화가로, 후일 초기 네덜란드 회화로 알려지게 된 화풍의 선구자 중 한 명이자 초기 북방 르네상스 미술의 가장 중요한 대표자 중 한 명이다. 바사리와 에른스트 곰브리치를 비롯한 미술사학자들에 따르면 유화를 발명했다고 하나, 현재 대부분의 학자들은 이러한 주장이 지나친 단순화라고 보고 있다.
현존하는 기록에 따르면 얀 반에이크 는 1380년경이나 1390년경 현재의 벨기에 림뷔르후 지방의 마세이크(당시 마세이크; Maaseyck, 따라서 그의 성씨의 유래)에서 태어났다. 1422년경 헤이그에서 일자리를 얻었는데, 당시 이미 작업실 조수들을 거느린 화가로서 홀란트와 에노 백작령의 통치자인 잔혹한 요한 3세의 화가이자 시종(valet de chambre)으로 고용되었다. 1425년 요한이 사망한 후에는 부르고뉴 공작 선량공 필리프의 궁정화가로 임명되어 릴에서 일하다가 1429년 브뤼허로 이주하여 생을 마감할 때까지 그곳에서 살았다. 필리프는 그를 매우 신임하여 여러 차례 외교 방문을 맡겼는데, 1428년 리스본 방문도 그중 하나로 공작과 포르투갈의 이사벨 공주 사이의 혼인 계약 가능성을 타진하기 위한 것이었다.
현재 약 20점의 회화 작품이 확실히 그의 작품으로 인정되고 있으며, 《겐트 제단화》와 《토리노-밀라노 시기도서》의 채식필사본도 그의 작품으로, 모두 1432년에서 1439년 사이에 제작되었다. 그중 10점에는 날짜가 적혀 있고 자신의 이름을 그리스 문자로 쓴 'ALS ICH KAN'[내(Eyck)가 할 수 있는 한]이라는 문구의 변형이 서명으로 들어 있는데, 이는 자신의 이름을 이용한 말장난이다.
판 에이크는 제단화, 단일 패널 종교 인물상, 의뢰받은 초상화 등 세속적 주제와 종교적 주제를 모두 다루었다. 그의 작품에는 단일 패널화, 두폭화, 세폭화, 다폭화가 포함되어 있다. 필리프는 화가가 "원할 때마다" 그림을 그릴 수 있도록 재정적 안정과 예술적 자유를 보장하고자 후한 보수를 주었다. 판 에이크의 작품은 국제 고딩 양식에서 출발했으나, 부분적으로는 자연주의와 사실주의를 더 강조함으로써 곧 그것을 뛰어넘었다. 유화 기법의 발전을 통해 새로운 수준의 기교를 이루어냈다. 그는 매우 영향력 있는 화가였으며, 그의 기법과 화풍은 초기 네덜란드 화가들에 의해 수용되고 더욱 세련되게 발전되었다.

## 생애와 경력

### 초기 생애
얀 판 에이크의 초기 생애에 대해서는 거의 알려진 바가 없으며, 출생 일자와 장소 모두 문서로 남아 있지 않다. 그의 생애에 대한 현존하는 최초의 기록은 헤이그의 바이에른의 요한 궁정에서 발견되는데, 1422년에서 1424년 사이에 처음에는 한 명, 나중에는 두 명의 조수를 거느린 시종(valet de chambre) 신분의 궁정화가였던 '화가 얀 선생'(Meyster Jan den malre)에게 급여가 지급되었다는 것이다. 이는 그가 늦어도 1395년에 태어났음을 시사한다. 그러나 일부 학자들은 1380년에 더 가깝다고 주장한다. 16세기 후반에는 리에주 주교령의 자치구인 마세이크에서 태어난 것으로 확인되었다. 그의 딸 리빈은 아버지가 사망한 후 마세이크의 수녀원에 있었다. 《추기경 니콜로 알베르가티의 초상》을 위한 준비 드로잉의 메모는 마슬란트 방언으로 쓰여 있다.
그에게는 마르가레타라는 여동생이 있었고, 최소한 두 명의 형제가 있었는데, 아마도 함께 수업을 받았을 후베르트(1426년 사망)와 람베르트(1431년에서 1442년 사이에 활동)도 화가였지만 출생 순서는 확인되지 않았다. 남프랑스에서 활동한 또 다른 중요한, 그리고 다소 젊은 화가인 바르텔레미 판 에이크도 친척으로 추정된다. 얀이 어디서 교육을 받았는지는 알려져 있지 않으나, 라틴어를 알았고 그리스어와 히브리어 알파벳을 글씨에 사용했다는 점으로 보아 고전 교육을 받았음을 알 수 있다. 이러한 수준의 교육은 화가들 사이에서는 드문 것이었으며, 교양 있는 필리프에게 더욱 매력적으로 보였을 것이다.

### 궁정 화가

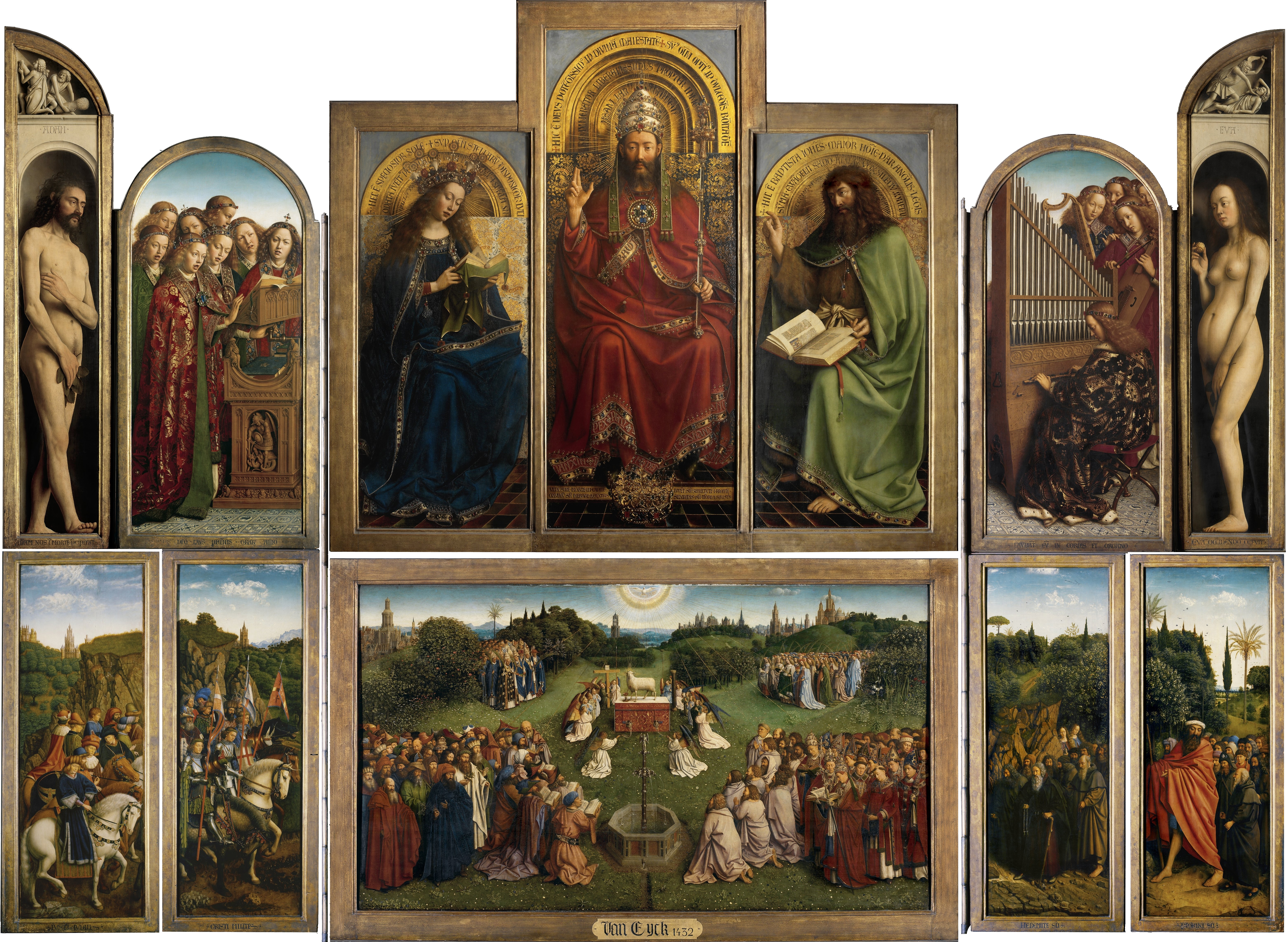
후베르트와 얀 판 에이크, 《겐트 제단화》, 1432년 완성. 겐트 성 바프스 대성당

판 에이크는 홀란트, 에노, 제일란트의 통치자인 바이에른-슈트라우빙의 요한의 관리로 일했다. 이때 이미 작은 작업실을 꾸렸고 헤이그의 비넨호프 궁전 재장식 작업에 참여했다. 1425년 요한이 사망한 후에는 브뤼허로 옮겨갔고 1425년경 선량공 필리프의 주목을 받게 되었다. 수집 가치가 있는 화가로서 그의 등장은 대체로 필리프의 궁정 임명과 때를 같이하며, 이때부터 궁정에서의 그의 활동은 비교적 잘 기록되어 있다. 궁정 화가이자 외교관으로 일했으며, 투르네 화가 길드의 고위 회원이었다. 1427년 10월 18일 성 루카의 축일에는 투르네로 가서 자신을 기리는 연회에 참석했는데, 로버르트 캄핀과 로히어르 판 데르베이던도 참석했다.
궁정 봉급으로 인해 의뢰 작업에서 자유로워졌고, 상당한 예술적 자유를 누릴 수 있었다. 이후 10년 동안 판 에이크의 명성과 기술은 주로 유화 처리와 활용에 대한 혁신적인 접근법을 통해 성장했다. 대부분의 동시대인들과 달리 그의 명성은 결코 감소하지 않았으며, 이후 수세기 동안 높은 평가를 받았다. 유화에 대한 그의 혁명적인 접근은 매우 특별해서 조르조 바사리에 의해 널리 퍼진 신화처럼 유화를 발명했다는 이야기까지 생겨났다.
그의 형제 후베르트 판 에이크는 얀의 가장 유명한 작품인 《겐트 제단화》 제작에 협력했는데, 미술사학자들은 대체로 1420년경 후베르트가 시작하여 1432년 얀이 완성한 것으로 보고 있다. 부르고뉴 궁정 문서에 언급된 또 다른 형제 람베르트는 얀이 사망한 후 동생의 작업실을 관리했을 것으로 보인다.

### 성숙기와 성공

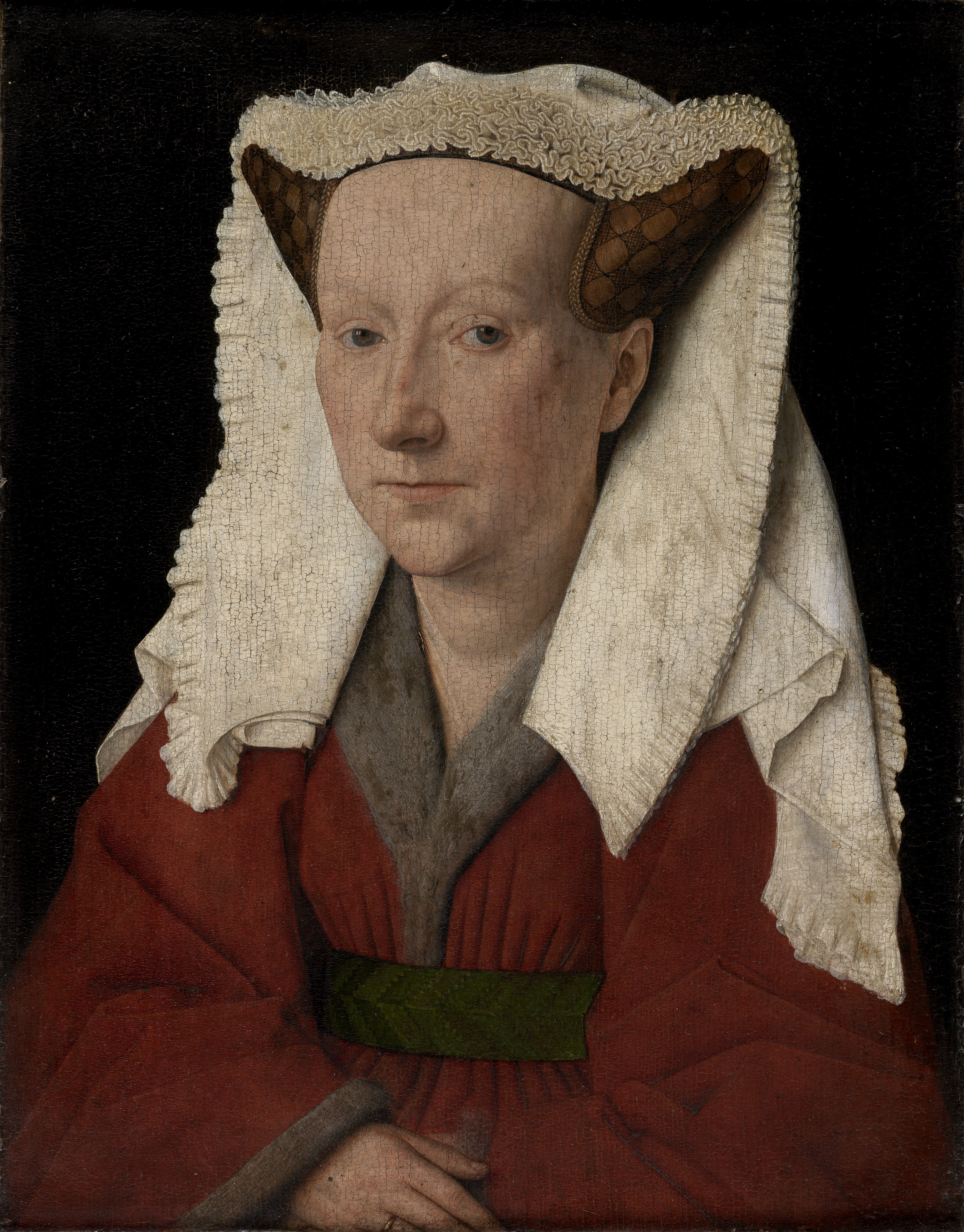
《마르가레트 판 에이크의 초상》, 브뤼허 흐루닝게미술관, 1439년

생전에 이미 혁명적인 인물로 여겨졌던 판 에이크의 디자인과 기법은 널리 모사되고 재현되었다. 미술사상 최초이자 여전히 가장 독특한 서명 중 하나인 그의 문구 'ALS ICH KAN'["내(Eyck)가 할 수 있는 한"]은 자신의 이름을 이용한 말장난으로, 1433년 《터번을 쓴 남자의 초상》에 처음 등장했는데, 당시 그의 자신감이 높아졌음을 보여주는 것으로 해석할 수 있다. 1434년에서 1436년 사이는 일반적으로 그의 전성기로 여겨지며, 이 시기에 《롤랭 수상의 성모》, 《루카 성모》, 《참사 판 데르 팔러와 성모자》 등을 제작했다.
1432년경 15세 연하의 마르가레트와 결혼했다. 같은 무렵 브뤼허에 집을 샀으며, 마르가레트는 그가 이주하기 전에는 언급되지 않다가 1434년에 두 자녀 중 첫째가 태어났다. 마르가레트에 대해서는 거의 알려진 바가 없으며, 결혼 전 성씨조차 전해지지 않아 당대 기록에서는 주로 '마르가레트 부인'(Damoiselle Marguerite)으로 불린다. 초상화에서 보이는 옷차림이 유행을 따르기는 했으나 《아르놀피니 부부의 초상》에서 신부가 입은 것처럼 호화롭지는 않은 것으로 보아 하급 귀족 출신이었을 수 있다. 후일 유명 화가의 미망인이 된 마르가레트는 얀이 사망한 후 브뤼허 시로부터 작은 연금을 받았다. 이 수입의 일부는 복권에 투자되었다.
판 에이크는 1426년에서 1429년 사이에 부르고뉴 공작 필리프를 대신하여 여러 차례 여행을 떠났는데, 기록에는 "비밀" 임무로 나와 있으며 연봉의 몇 배에 달하는 보수를 받았다. 정확한 성격은 아직도 알려지지 않았으나 궁정의 사절 역할을 한 것으로 보인다. 1426년에는 "먼 지역"으로 떠났는데, 아마도 성지였을 것으로 추정되며, 이는 1440년경 그의 작업실 구성원들이 완성한 《무덤가의 세 마리아》에 예루살렘의 지형이 정확하게 묘사된 것으로 뒷받침된다.
더 자세히 기록된 임무는 필리프 공작과 포르투갈의 이자벨의 혼인을 준비하기 위한 일행과 함께 리스본으로 떠난 여행이었다. 판 에이크는 공작이 결혼 전에 신부의 모습을 볼 수 있도록 초상화를 그리는 임무를 맡았다. 포르투갈이 흑사병에 시달리고 있었기 때문에 궁정이 이동하는 상태였고, 네덜란드 일행은 외딴 아비스 성에서 만났다. 판 에이크는 그곳에서 9개월을 보내고 예비 신부 이자벨과 함께 네덜란드로 돌아왔으며, 두 사람은 1429년 성탄절에 결혼했다. 공주는 아마도 특별히 매력적이지 않았던 것 같은데, 판 에이크는 현재는 소실된 초상화에서 바로 그런 모습 그대로를 표현했다. 전형적으로 그는 초상화의 인물을 품위 있게 표현하면서도 결점을 숨기지 않았다. 귀국 후에는 《겐트 제단화》 완성에 몰두했으며, 이 작품은 1432년 5월 6일 필리프를 위한 공식 행사에서 성 바프스 대성당에서 축성되었다. 1437년의 기록에 따르면 부르고뉴 고위 귀족들 사이에서 높이 평가받았으며 해외 의뢰도 받았다고 한다.

### 사망과 유산

《수태고지》, 1434-1436년, 워싱턴 내셔널갤러리

얀 판 에이크는 1441년 7월 9일 브뤼허에서 사망했다. 성 도나티아누스 성당 묘지에 묻혔다. 존경의 표시로 필리프는 얀의 미망인 마르가레트에게 화가의 연봉에 상당하는 일시금을 지급했다. 판 에이크는 많은 미완성 작품을 남겼고 작업실의 직인들이 이 작품들을 완성했다. 사망 후에는 람베르트 판 에이크가 작업실을 운영했으며, 얀의 명성과 위상은 꾸준히 높아졌다. 1442년 초 람베르트는 시신을 파내어 성 도나티아누스 대성당 안으로 이장하였다.
1449년에는 이탈리아의 인문주의자이자 고고학자인 치리아코 데 피치콜리가 주목할 만한 실력 있는 화가로 언급했으며, 1456년에는 바르톨로메오 파초가 기록으로 남겼다.

## 작품
얀 판 에이크는 궁정 작업 외에도 개인 의뢰인을 위한 그림을 제작했다. 이 중 가장 중요한 것은 상인이자 금융가, 정치인인 요도쿠스 베이츠와 그의 아내 엘리자베트 보를루트를 위해 그린 《겐트 제단화》다. 1426년 이전에 시작하여 1432년에 완성된 이 다폭화는 "북방에서 현실을 최종적으로 정복한 것"을 보여주는 것으로 여겨지며, 고전적 이상화를 포기하고 자연의 충실한 관찰을 선택했다는 점에서 이탈리아 초기 르네상스의 위대한 작품들과는 차이가 있다.
수요와 유행을 고려할 때 많은 세폭화를 제작했을 것으로 추정되지만, 《드레스덴 제단화》만이 현존하며, 다만 현존하는 초상화 중 일부는 해체된 다폭화의 날개 부분일 수 있다. 이를 보여주는 단서로는 원래 액자의 경첩, 인물의 방향, 기도하는 손 자세, 또는 겉보기에 세속적인 초상화에 성화 도상학적 요소가 포함된 점 등이 있다.
현재 약 20점의 회화가 확실히 그의 작품으로 인정되고 있으며, 모두 1432년에서 1439년 사이에 제작되었다. 《헨트 제단화》를 포함한 10점에는 그의 문구 'ALS ICH KAN'의 변형이 서명으로 들어 있고 제작 연도가 적혀 있다. 1998년 홀랜드 코터는 "다양한 수준의 확신을 가지고 귀속된 그림이 20여 점에 불과하며, 여기에 드로잉 몇 점과 《토리노-밀라노 시기도서》의 몇 페이지가 포함된다"고 추정했다. 그는 "작품 귀속과 관련하여 미술사학자들과 소장 미술관 사이의 복잡한 관계와 긴장"을 설명했다. "1980년대 중반에 진품으로 여겨진 40여 점의 작품 중 약 10점은 현재 주요 연구자들에 의해 작업실 작품이라는 강력한 이의가 제기되고 있다"고 한다.

### 토리노-밀라노 시기도서: 필체 G

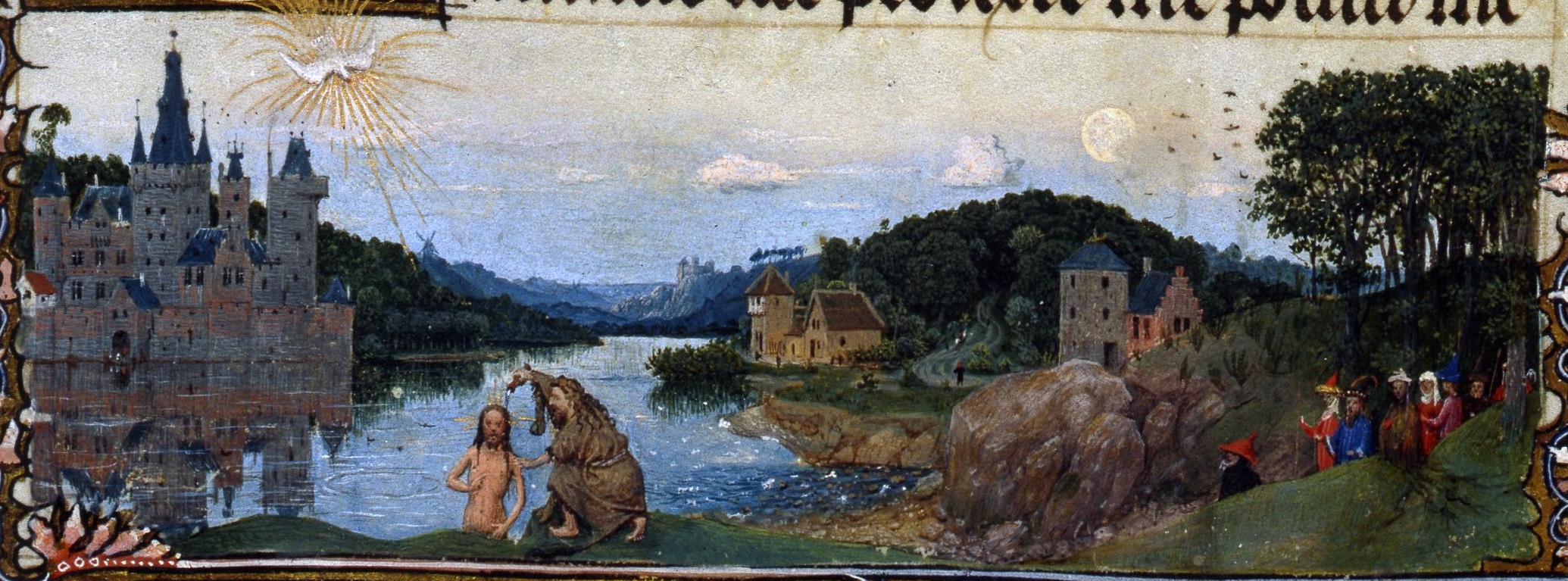
《그리스도의 세례》의 하단부, 필체 G, 토리노. 밀라노 포리오 93v, Inv 47

1901년 이래 얀 판 에이크는 종종 《토리노-밀라노 시기도서》의 무명 화가인 '필체 G'로 여겨져 왔다. 이것이 사실이라면 토리노의 삽화들은 그의 초기 시기의 유일한 현존 작품이 된다. 토마스 크렌에 따르면 필체 G의 이른 시기 작품들은 에이크풍의 모든 알려진 회화보다 앞서는데, 이는 "필사본 채색이 에이크의 유화에서 찬사를 받는 사실성에서 어떤 역할을 했을지에 대한 도발적인 질문을 제기한다."
판 에이크의 작품이라고 보는 근거는 부분적으로 인물들이 대부분 국제 고딕 양식이면서도 후기 작품에 다시 등장한다는 사실에 있다. 또한 그가 헤이그에서 관계를 맺었던 비텔스바흐 가문과 연관된 문장이 있으며, 세밀화의 일부 인물들은 《겐트 제단화》의 기마상을 연상시킨다.
《토리노-밀라노 시기도서》의 대부분은 1904년 화재로 소실되어 사진과 모사본으로만 전해지며, 필체 G로 귀속되는 것으로는 현재 많아야 세 페이지만이 남아 있는데, 《세례 요한의 탄생》, 《성십자가 발견》, 《죽은 자를 위한 기도》(또는 《진혼 미사》)의 큰 세밀화가 있는 것들로, 첫 번째와 마지막 것의 하단부(bas-de-page) 세밀화와 이니셜이 포함되어 있다. 《죽은 자를 위한 기도》는 종종 얀의 1438~1440년작 《성당의 성모》를 연상시키는 것으로 여겨진다. 1904년에 소실된 것이 네 점 더 있는데, 《해변에서의 기도》(또는 《해변의 바이에른 공작 빌헬름》, 《군주의 기도》 등)라고 불리는 세밀화가 있는 페이지의 모든 요소와, 화재 전에 이미 뒤리외가 "닳았다"고 표현한 밤 장면인 《그리스도의 배반》, 《성모 대관》과 그 하단부, 바다 풍경화인 《성 율리아노와 성 마르타의 항해》의 큰 그림이다.

### 성모 마리아 도상

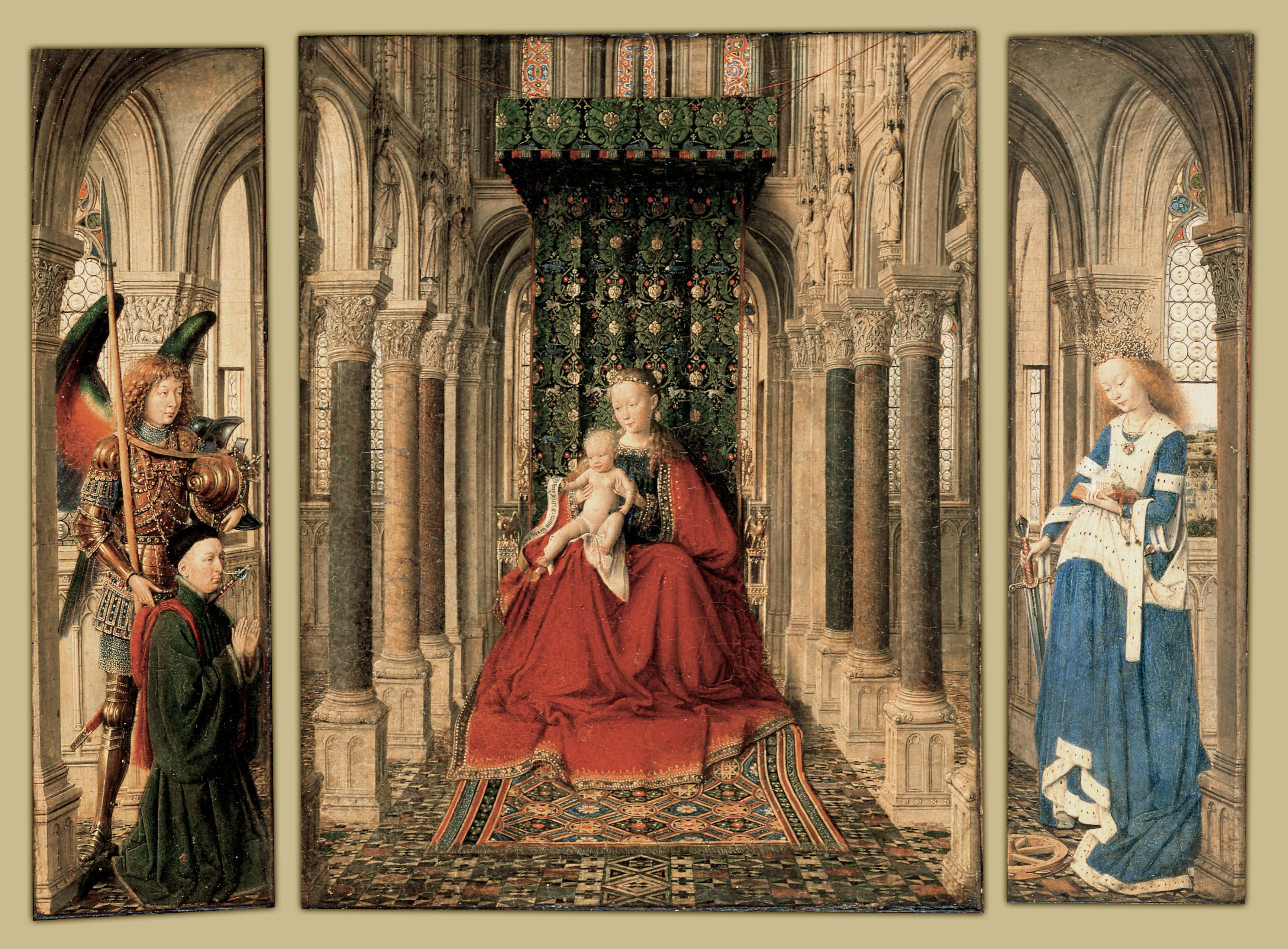
《드레스덴 제단화》. 참나무 판에 유화, 1437년. 드레스덴 알테 마이스터 미술관

《겐트 제단화》를 제외한 판 에이크의 종교화에서는 성모 마리아가 중심 인물로 등장한다. 전형적으로 보석이 박힌 왕관을 쓰고 앉아 있으며, 13세기 비잔틴의 엘레우사 성화(애정 성모) 전통을 연상시키듯 자신을 바라보며 옷자락을 잡고 노는 아기 예수를 안고 있다. 때로는 시기도서를 읽고 있는 모습으로 표현되며, 주로 붉은색 옷을 입고 있다. 1432년의 《겐트 제단화》에서 마리아는 꽃과 별로 장식된 왕관을 쓰고 있다. 신부의 옷차림을 하고 있으며, 아마도 로버르트 캄핀의 《수태고지의 성모》에서 빌려온 요소로 보이는 녹색 천으로 덮인 허리띠 책을 읽고 있다. 이 화폭에는 후기 작품에 다시 등장하는 여러 모티프가 담겨 있다. 이미 천상의 여왕으로서 꽃과 별로 장식된 왕관을 쓰고 있다. 판 에이크는 주로 마리아를 옆에서 기도하며 무릎 꿇고 있는 기부자 앞에 나타난 모습으로 표현한다. 성인이 평신도 앞에 나타나는 모습은 당시 북방의 기부자 초상화에서 흔히 볼 수 있었다. 《참사 판 데르 팔러와 성모자》(1434~1436년)에서는 참사가 손에 든 성경의 한 구절을 잠시 묵상하는 듯한 순간에 성모자와 두 성인이 그의 앞에 나타나는데, 마치 그의 기도가 구현된 것 같다.

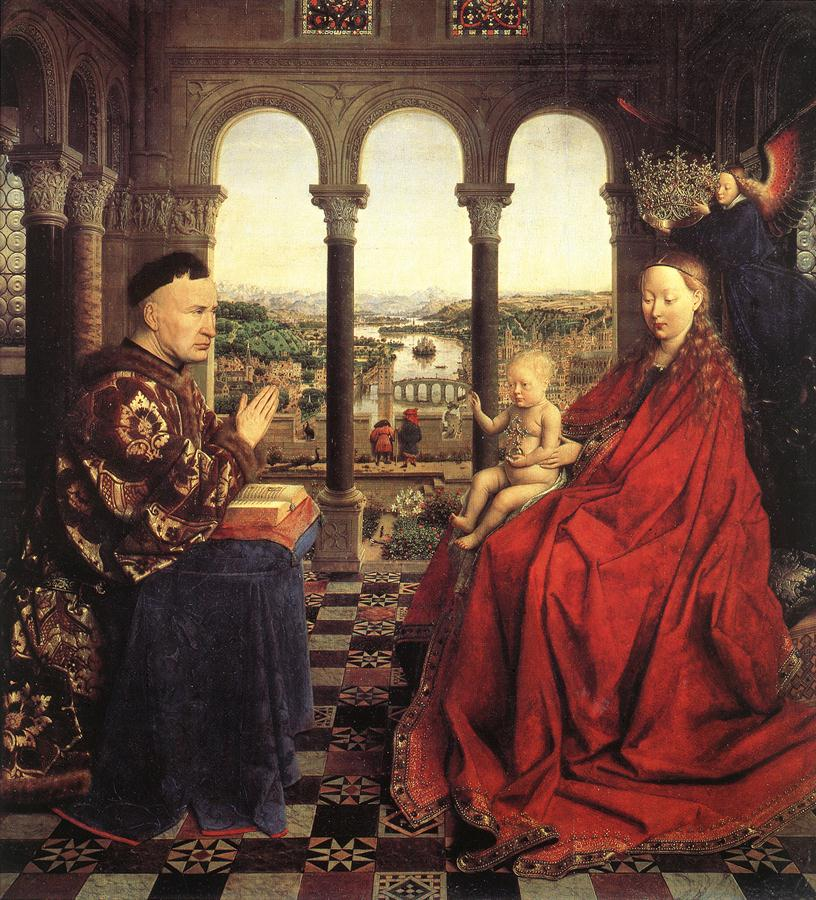
《롤랭 수상의 성모》, 1435년경. 파리 루브르 박물관

그의 작품에서 마리아의 역할은 당시 그녀를 둘러싼 숭배와 공경의 맥락에서 보아야 한다. 15세기 초 마리아는 신성과 기독교 신자들 사이의 중보자로서 중요성이 커졌다. 각 영혼이 천국에 들어가기 전에 거쳐야 하는 중간 상태로서의 연옥 개념이 절정에 달했다. 기도는 연옥에서 보내는 시간을 줄이는 가장 분명한 수단이었으며, 부유한 사람들은 새 성당을 짓거나, 기존 성당을 증축하거나, 신심 초상화를 의뢰할 수 있었다. 동시에 종종 유언의 일부로 진혼 미사를 후원하는 경향이 있었는데, 요리스 판 데르 팔러는 이를 적극적으로 후원했다. 이 수입으로 그는 자수를 놓은 천과 성배, 제기, 촛대 같은 금속 제구들을 성당에 기증했다.

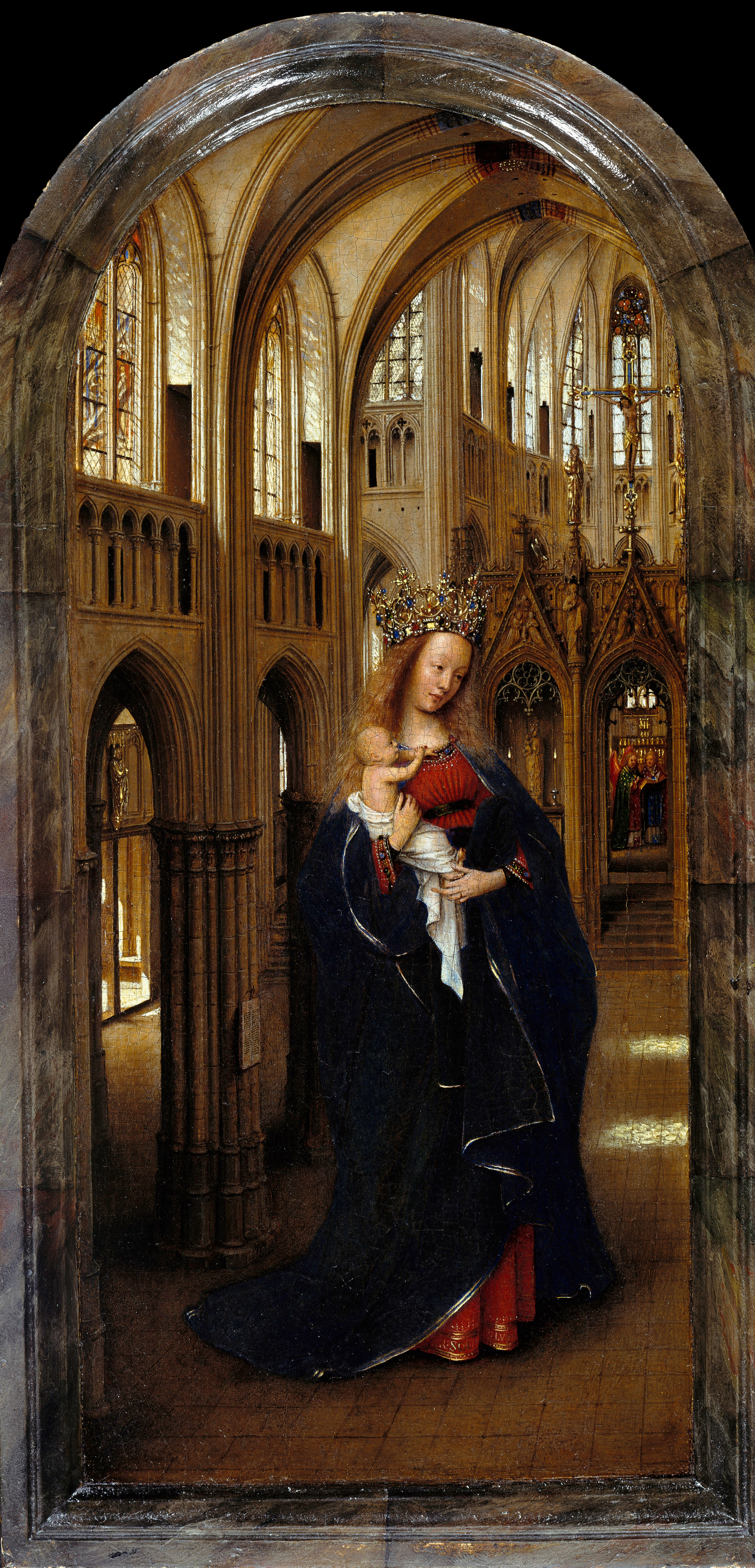
《성당의 성모》, 1438~1440년경. 베를린 회화관

에이크는 주로 마리아에게 그리스도의 어머니, '승리하는 교회'의 인격화, 천상의 모후라는 세 가지 역할을 부여한다.
마리아를 교회 자체의 은유로 보는 관념은 특히 후기 작품들에서 강하게 나타난다. 《성당의 성모》에서 그녀는 성당을 압도하며, 머리는 약 60피트 높이의 회랑과 거의 같은 높이에 있다. 미술사학자 오토 페히트는 화폭 내부가 그녀를 "수납 상자"처럼 감싸는 "옥좌의 방"이라고 설명한다. 이러한 규모의 왜곡은 《수태고지》를 비롯한 다른 여러 성모화에서도 발견된다. 그녀의 기념비적인 크기는 치마부에와 조토 같은 12~13세기 이탈리아 화가들의 작품에서 빌려온 것인데, 이는 다시 이탈리아-비잔틴 양식까지 거슬러 올라가는 전통을 반영하며 그녀와 성당 자체의 동일시를 강조한다. 19세기 미술사학자들은 이 작품이 판 에이크의 초기에 제작되었다고 생각하여 그녀의 크기를 비교적 미숙한 화가의 실수로 여겼다. 그녀의 크기가 교회로서의 구현을 나타낸다는 견해는 1941년 에르빈 파노프스키가 처음 제시했다. 틸-홀거 보르헤르트는 판 에이크가 "성당 안의 성모"가 아니라 "교회로서의 성모"를 그렸다고 말한다.
판 에이크의 후기 작품들은 매우 정확하고 상세한 건축 세부 묘사를 담고 있지만, 실제 역사적 건물을 모델로 한 것은 아니다. 아마도 마리아의 현현을 위한 이상적이고 완벽한 공간을 창조하고자 했을 것이며, 물리적 가능성보다는 시각적 효과에 더 관심이 있었다.

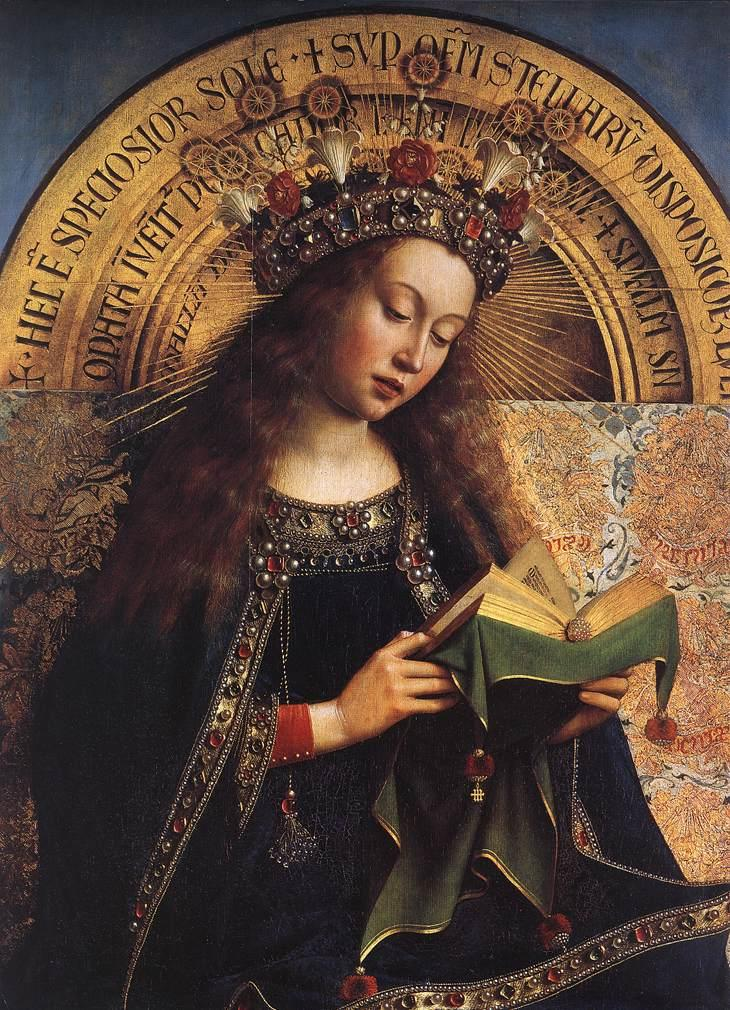
《겐트 제단화》, 성모 마리아를 보여주는 세부

성모 마리아를 그린 작품들은 물리적 공간과 광원을 복잡하게 묘사한 것이 특징이다. 판 에이크의 많은 종교화에는 축소된 실내 공간이 등장하는데, 이는 그럼에도 교묘하게 처리되고 배치되어 답답함 없이 친밀감을 전달한다. 《롤랭 수상의 성모》는 중앙 현관과 측면 창문 모두에서 빛을 받고 있으며, 다른 요소들과 비교한 바닥 타일을 보면 인물들이 기둥이 있는 로지아 스크린에서 겨우 1.8미터 정도 떨어져 있어서 롤랭이 그쪽으로 나가려면 좁은 틈을 비집고 나가야 했을 것임을 알 수 있다. 《성당의 성모》에서 성당의 여러 요소들이 매우 구체적으로 묘사되어 있고 고딕 양식과 당대 건축의 요소들이 잘 구분되어 있어서, 많은 미술사학자와 건축사학자들은 그가 미묘한 차이를 구별할 만큼의 건축 지식을 가지고 있었을 것이라고 결론지었다. 묘사의 정확성 때문에 많은 학자들이 이 그림을 특정 건물과 연결시키려 했다. 그러나 판 에이크 작품의 모든 건물에서 구조는 상상된 것이며 아마도 그가 완벽한 건축 공간이라고 본 것을 이상화한 형태일 것이다. 이는 베를린 작품에서 뾰족한 열주 위에 둥근 아치형 트리포리움을 배치하는 등 당시 성당에서는 있을 법하지 않은 많은 특징에서 알 수 있다.
성모 마리아를 그린 작품들에는 많은 글귀가 적혀 있다. 《겐트 제단화》에서 마리아 위의 아치형 왕좌에 새겨진 글귀는 지혜서(7:29)의 구절에서 가져온 것이다. "그는 태양보다 아름답고 별들의 무리보다 뛰어나며, 빛과 비교하면 더욱 우월하다. 그는 참으로 영원한 빛의 반영이며 하느님의 티 없는 거울이다". 같은 출처의 문구가 그녀의 예복 자락과 《성당의 성모》의 액자, 《참사 판 데르 팔러와 성모자》의 그녀의 드레스에도 적혀 있다. "EST ENIM HAEC SPECIOSIOR SOLE ET SUPER OMNEM STELLARUM DISPOSITIONEM. LUCI CONPARATA INVENITUR PRIOR". 글귀는 판 에이크의 모든 그림에 나타나지만, 성모 마리아를 그린 작품들에서 특히 두드러지며 여러 기능을 하는 것으로 보인다. 초상화에 생명을 불어넣고 마리아를 공경하는 이들에게 목소리를 부여하지만 실용적인 역할도 한다. 당시 종교화가 개인 신심을 위해 의뢰되었다는 점을 고려하면, 이 글귀들은 주문이나 개인화된 면죄기도문으로 읽히도록 의도되었을 수 있다. 하비슨은 판 에이크의 개인 의뢰 작품들에 기도문이 유난히 많이 새겨져 있으며, 런던의 《성모자》 세폭화에서 볼 수 있는 기도판, 더 정확히는 "기도 날개"와 비슷한 기능을 했을 것이라고 지적한다.

### 세속 초상화

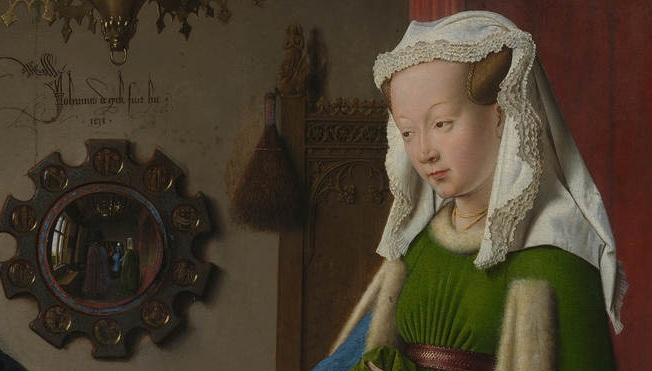
《아르놀피니 부부의 초상》, 여성 인물과 볼록 거울을 보여주는 세부

판 에이크는 초상 화가로서 매우 인기가 높았다. 북유럽 전역의 번영으로 초상화는 더 이상 왕족이나 고위 귀족의 전유물이 아니게 되었다. 신흥 상인 중산층의 등장과 개인 정체성에 대한 인본주의적 관념의 확산으로 초상화 수요가 생겨났다.
판 에이크의 초상화는 유화 물감의 능숙한 다루기와 세부에 대한 치밀한 주의, 예리한 관찰력, 그리고 색과 톤의 강도를 만들어내기 위해 얇고 반투명한 채색층을 겹겹이 바르는 경향이 특징이다. 1430년대에 초상화의 새 길을 열었으며, 그의 자연스러운 묘사는 이탈리아에서도 찬사를 받았다. 오늘날 9점의 4분의 3면 초상화가 그의 작품으로 인정되고 있다. 그의 화풍은 널리 수용되어 특히 판 데르 베이던, 페트뤼스 크리스튀스, 한스 멤링이 이를 따랐다.
1430년경의 작은 《푸른 샤프롱을 쓴 남자의 초상》은 현존하는 가장 이른 초상화다. 이 작품에는 그의 초상화 양식에서 표준이 될 많은 요소가 나타나는데, 여기에는 4분의 3면 구도(고대에서 되살려 곧 유럽 전역으로 퍼진 유형), 방향성 있는 조명, 정교한 머리 장식, 단독 초상화의 경우 평평한 검은 배경 앞에 불분명한 좁은 공간 안에 인물을 배치하는 구도 등이 있다. 인물의 외모에서 작은 세부까지 사실적이고 예리하게 관찰한 것이 주목받았다. 이 남자는 하루나 이틀 정도 자란 가벼운 수염이 있는데, 이 묘사는 판 에이크의 초기 남성 초상화에서 자주 나타나는 특징으로, 인물이 면도를 하지 않았거나 로른 캠벨의 말을 빌리면 "다소 서툴게 면도한" 모습을 하고 있다. 캠벨은 판 에이크가 그린 다른 면도하지 않은 인물들도 나열했는데, 《니콜로 알베르가티》(1431년), 《요도쿠스 베이츠》(1432년), 《얀 판 에이크?》(1433년), 《요리스 판 데르 팔레》(1434~1436년경), 《니콜라 롤랭》(1435년), 《얀 데 레우》(1436년)가 그들이다.
《추기경 니콜로 알베르가티의 초상》을 위한 종이 습작 뒷면의 메모는 판 에이크가 인물의 얼굴을 세밀하게 묘사하는 방식에 대한 통찰을 제공한다. 수염이 자라는 것에 대해서는 "die stoppelen vanden barde wal grijsachtig"(수염의 그을린 수염덥수룩한 모습)이라고 썼다. 노인의 얼굴을 기록하려는 시도의 다른 측면에 대해서는 "동공 뒤쪽의 홍채는 갈색빛 노란색. 흰자위에 접한 윤곽선은 푸르스름하고... 흰자위 역시 노란빛을 띰..."이라고 적었다.
1432년의 《레알 수브니르》 초상화는 계속해서 사실주의와 인물 외모의 세부에 대한 예리한 관찰을 고수한다. 하지만 후기 작품에서는 인물이 더 멀리 배치되고 세부 묘사에 대한 관심이 덜 두드러진다. 묘사가 덜 법의학적이고 더 개괄적이며, 형태는 더 넓고 평평해진다. 초기 작품에서조차 모델의 묘사는 충실한 재현이 아니다. 더 나은 구도를 보여주거나 이상에 맞추기 위해 인물의 얼굴이나 형태의 일부를 변경했다. 그는 종종 자신이 관심을 가진 특징적 요소에 초점을 맞추기 위해 모델의 머리와 몸의 상대적 비율을 바꾸었다. 이로 인해 그림에서 현실이 왜곡되었다. 아내의 초상화에서는 코의 각도를 바꾸고 타고나지 않은 당시 유행하던 높은 이마를 그려 넣었다.
《레알 수브니르》 화폭 하단의 석조 난간은 흠집이 나거나 상처 난 돌을 모사하듯 그려져 있으며, 세 개의 별도 층위의 글귀가 들어 있는데, 각각은 환영적 방식으로 표현되어 돌에 새겨진 듯한 인상을 준다. 판 에이크는 종종 글귀를 인물의 목소리인 것처럼 써서 "말하는 것처럼 보이게" 했다. 예를 들어 《얀 데 레우의 초상》에는 "...얀 데 [레우]는 성 우르술라 축일[10월 21일]인 1401년에 처음 눈을 떴다. 이제 얀 판 에이크가 나를 그렸으니, 그가 언제 시작했는지 알 수 있다. 1436년"이라고 적혀 있다. 1439년의 《마르가레트 판 에이크의 초상》의 글귀는 "내 남편 요하네스가 1439년 6월 17일, 내가 33세일 때 나를 완성했다. 내가 할 수 있는 한"이라고 선언한다.
손은 판 에이크의 그림에서 특별한 의미를 지닌다. 초기 초상화에서 인물들은 종종 자신의 직업을 나타내는 물건을 들고 있다. 《레알 수브니르》의 남자는 법률 문서를 닮은 두루마리를 들고 있어 법률가였을 수 있다.
1432년의 《아르놀피니 부부의 초상》은 환영과 상징으로 가득 차 있으며, 1435년의 《롤랭 수상의 성모》도 마찬가지인데, 이 그림은 롤랭의 권력과 영향력, 경건함을 과시하기 위해 의뢰된 것이다.

## 화풍

### 도상학
판 에이크는 다양한 도상학적 요소를 활용했는데, 주로 영적 세계와 물질적 세계의 공존이라고 그가 본 것을 전달했다. 도상학적 요소는 작품 속에 눈에 띄지 않게 삽입되었다. 일반적으로 이러한 참조는 배경의 작지만 중요한 세부 사항으로 구성되었다. 상징과 성서적 참조의 활용은 그의 작품의 특징으로, 그가 개척한 종교 도상학의 처리 방식은 판 데르 베이던, 멤링, 크리스튀스에 의해 계승되고 발전되었다. 이들은 모두 풍부하고 복잡한 도상학적 요소를 활용하여 당대의 신념과 영적 이상에 대한 고양된 감각을 창조했다.

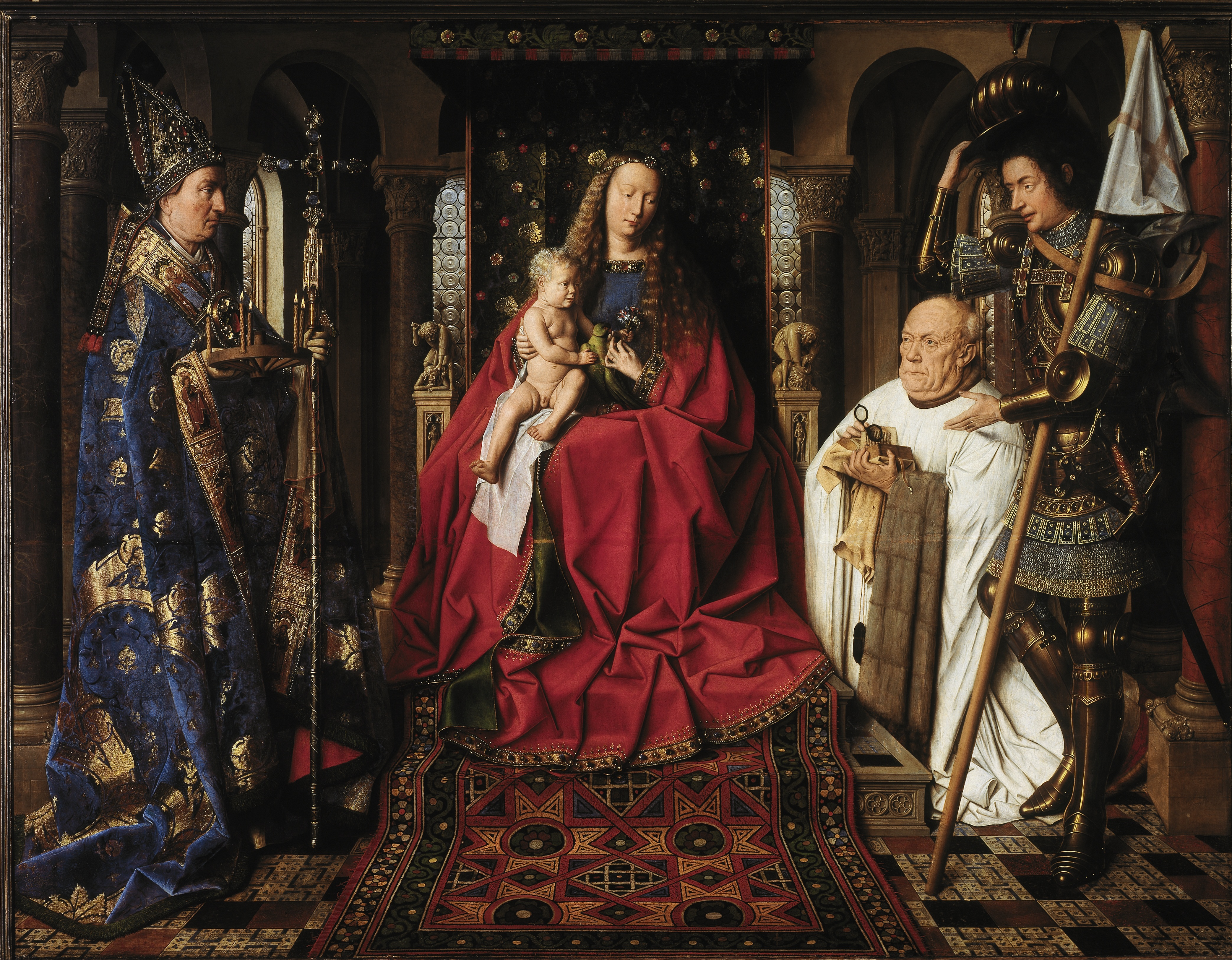
《참사 판 데르 팔러와 성모자》, 1434~1436년경. 브뤼허 그뢰닝게 미술관. 판 에이크의 성모 마리아를 그린 작품들은 도상학적 세부로 가득 차 있다.

크레이그 하비슨은 사실주의와 상징주의의 혼합을 "초기 플랑드르 미술의 아마도 가장 중요한 측면"이라고 설명한다. 삽입된 상징들은 장면 속에 녹아들도록 의도되었으며 "영적 계시의 경험을 창조하기 위한 의도적인 전략이었다". 특히 판 에이크의 종교화는 "항상 관람자에게 가시적 현실의 변용된 모습을 제시한다". 그에게 일상은 조화롭게 상징으로 가득 차 있어서, 하비슨에 따르면 "묘사적 데이터가 재배열되어... 지상의 존재가 아닌 그가 초자연적 진리라고 여긴 것을 보여주었다". 지상과 천상의 이러한 혼합은 "기독교 교리의 본질적 진리"가 "세속과 성스러운 세계의 결합, 현실과 상징의 결합"에서 발견될 수 있다는 판 에이크의 믿음을 보여준다. 그는 비현실적인 크기로 천상과 지상의 분리를 보여주는 지나치게 큰 성모를 그리면서도, 성당이나 가정의 방, 또는 궁정 관리와 함께 앉아 있는 등 일상적인 배경 속에 배치했다.
그러나 지상의 성당들은 천상의 상징으로 풍부하게 장식되어 있다. 일부 가정의 방에는 천상의 왕좌가 분명히 표현되어 있다(예를 들어 《루카 성모》에서). 《롤랭 수상의 성모》와 같은 그림의 배경은 파악하기가 더 어려운데, 여기서 장소는 지상과 천상의 융합이다. 판 에이크의 도상학은 종종 매우 조밀하고 복잡하게 겹쳐져 있어서 요소의 가장 명백한 의미조차 작품을 여러 번 봐야 알 수 있다. 상징들은 종종 그림 속에 미묘하게 짜여 있어서 자세히 반복해서 봐야만 드러나게 되며, 도상학의 많은 부분은 존 워드의 말처럼 "죄와 죽음에서 구원과 재생으로 가는 약속된 통로"가 있다는 관념을 반영한다.

### 서명

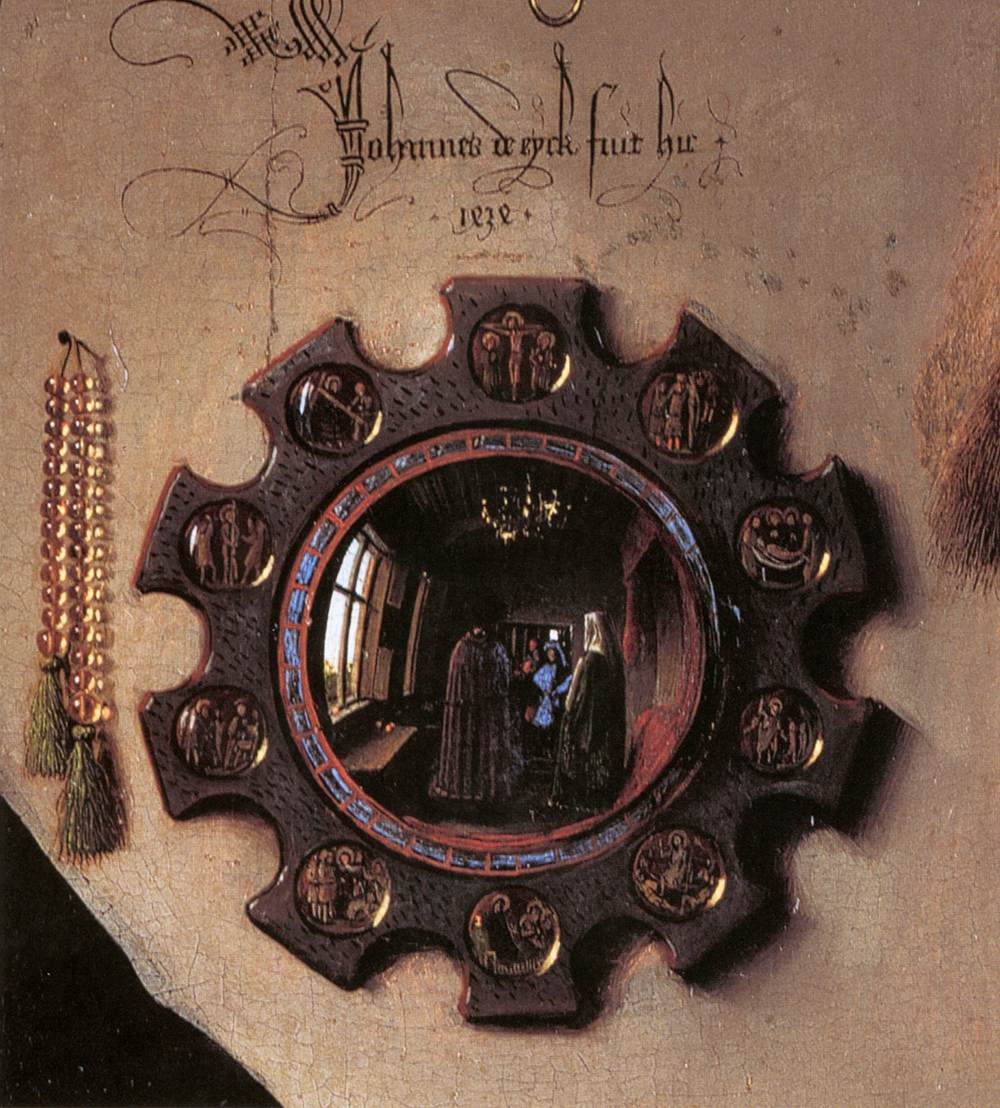
세부, 거울과 서명, 《아르놀피니 부부의 초상》, 1434년

판 에이크는 15세기 네덜란드 화가들 중 유일하게 화폭에 서명을 했다. 그의 문구에는 항상 'ALS ICH KAN'(또는 그 변형) - "내가 할 수 있는 한" 또는 "내가 할 수 있는 최선을 다해"라는 말이 들어 있었는데, 자신의 이름을 이용한 말장난이었다. 브라반트어의 "IK" 대신 기식음 "ICH"를 쓴 것은 그의 고향인 림뷔르흐 방언에서 비롯되었다. 서명은 때때로 'AAE IXH XAN'처럼 그리스 문자를 사용해 새겨졌다. 'Kan'이라는 단어는 네덜란드어 'kunst'나 독일어 'Kunst'("예술")와 관련된 중세 네덜란드어 'kunnen'에서 유래했다.
이 말은 중세 문학에서 때때로 볼 수 있는 일종의 겸양 공식과 관련이 있을 수 있는데, 여기서 작가는 완벽하지 못함에 대한 사과로 작품을 시작한다. 그러나 서명과 문구의 전형적인 화려함을 고려하면 단순히 장난스러운 참조일 수 있다. 실제로 그의 문구는 때로 1440년경의 《그리스도의 초상》에서처럼 그리스도의 모노그램 'IHC XPC'를 모방하려는 방식으로 기록되었다. 더욱이 서명이 종종 "나, 얀 판 에이크가 여기 있었다"는 식이라는 점에서, 기록의 충실성과 신뢰성, 그리고 작품의 질('내가 할 수 있는 한')을 다소 오만하게 주장하는 것으로 볼 수 있다.
작품에 서명하는 습관 덕분에 그의 명성이 유지될 수 있었고, 초기 네덜란드 화파의 다른 1세대 화가들처럼 귀속이 어렵고 불확실하지 않았다. 서명은 보통 장식적인 필체로 완성되었는데, 《레알 수브니르》와 《아르놀피니 부부의 초상》에서 볼 수 있듯이 흔히 법률 문서에 쓰이는 종류였다. 후자에는 "Johannes de eyck fuit hic 1434"("얀 판 에이크가 1434년에 여기 있었다")라고 서명되어 있어 자신의 존재를 기록했다.

### 글귀
판 에이크의 많은 그림에는 그리스어, 라틴어, 또는 네덜란드어 방언으로 된 글귀가 많이 새겨져 있다. 캠벨은 많은 예에서 "후대의 추가가 아니라 그가 직접 그렸음을 시사하는 일정한 일관성"을 본다. 글귀는 그것이 나타나는 작품의 유형에 따라 다른 기능을 하는 것으로 보인다. 단독 초상화에서는 인물에게 목소리를 부여하는데, 특히 《마르가레트 판 에이크의 초상》에서 두드러지며, 여기서 액자의 그리스어 글귀는 "내 남편 요하네스가 1439년 6월 17일, 내가 33세일 때 나를 완성했다. 내가 할 수 있는 한"이라고 번역된다. 이와 대조적으로 공적이고 격식 있는 종교 의뢰 작품의 글귀는 후원자의 관점에서 쓰여졌으며, 그의 경건함과 자선, 그리고 함께 그려진 성인에 대한 헌신을 강조하기 위한 것이다. 이는 《참사 판 데르 팔러와 성모자》에서 볼 수 있는데, 하단의 모조 액자에는 기부에 대해 "이 성당의 참사 요리스 판 데르 팔러가 화가 얀 판 에이크에게 이 작품을 의뢰했다. 그리고 그는 여기 주님의 성가대석에 두 개의 사제직을 설립했다. 1434년. 그러나 1436년에야 완성했다"라고 적혀 있다.

### 액자

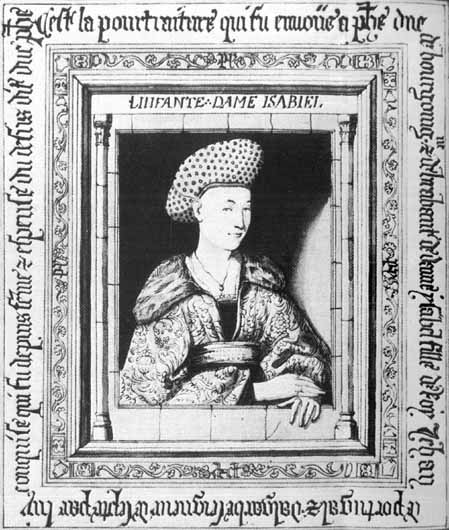
얀 판 에이크의 모사본, 《포르투갈의 이자벨 초상》(원본 소실). 개인 소장

당시로서는 특이하게도 판 에이크는 종종 작품의 필수적인 부분으로 여겨진 액자에 서명하고 날짜를 적었다. 그림과 액자는 함께 그려지는 경우가 흔했는데, 액자는 화가의 작업실과는 별도의 장인 집단이 제작했지만, 그들의 작업은 흔히 화가의 기술과 대등한 것으로 여겨졌다.
그는 단독 두상 초상화의 액자를 모조 석재처럼 보이도록 디자인하고 그렸으며, 서명이나 다른 글귀는 돌에 새겨진 것처럼 보이게 했다. 액자는 다른 환영적 목적도 가지고 있다. 액자에 설명된 《포르투갈의 이자벨 초상》에서 그녀는 수줍지만 직접적으로 그림 밖을 응시하며, 모조 석조 난간 위에 손을 올려놓고 있다. 이 몸짓으로 이자벨은 자신의 존재감을 그림 공간에서 관람자의 공간으로 확장한다.
원래의 액자 중 많은 것이 소실되어 모사본이나 목록 기록을 통해서만 알려져 있다. 런던의 《남자의 초상》은 아마도 쌍폭 초상화나 쌍을 이루는 초상화의 절반이었을 것이다. 원래 액자에 대한 마지막 기록에는 많은 글귀가 있었지만 모두가 원작의 것은 아니었다. 액자는 종종 후대 화가들에 의해 덧칠되었다. 《얀 데 레우의 초상》도 원래의 액자를 가지고 있는데, 청동처럼 보이도록 덧칠되어 있다.
그의 많은 액자에는 글귀가 많이 새겨져 있는데, 이는 이중의 목적을 가진다. 장식적이면서도 중세 필사본의 여백과 비슷하게 도상의 의미에 맥락을 부여하는 기능을 한다. 《드레스덴 제단화》와 같은 작품은 보통 개인 신심을 위해 의뢰되었으며, 판 에이크는 관람자가 글귀와 도상을 함께 묵상하기를 기대했을 것이다. 1437년 작은 《드레스덴 제단화》의 내부 화폭은 주로 라틴어 글귀가 새겨진 두 층의 채색된 청동 액자로 둘러싸여 있다. 글귀는 다양한 출처에서 가져온 것으로, 중앙 액자는 승천에 대한 성서의 설명에서, 내부 날개는 성 미카엘과 성 카타리나에게 바치는 기도문의 단편으로 채워져 있다.

## 작업실, 미완성 또는 소실된 작품

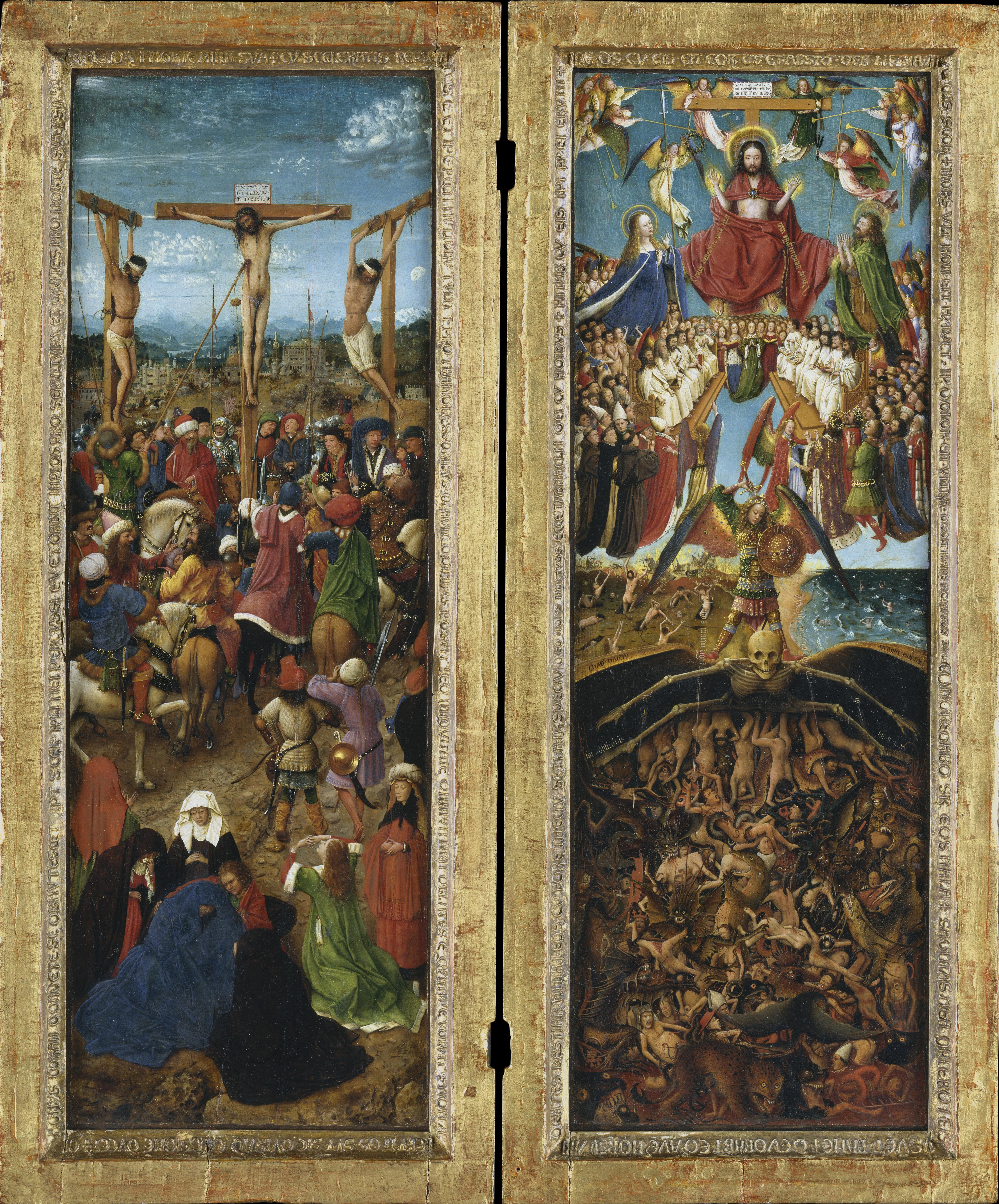
《십자가형과 최후의 심판 두폭화》, 1430~1440년경. 뉴욕 메트로폴리탄 미술관

1441년 여름 그의 사망 이후 작업실 구성원들이 그의 디자인을 바탕으로 작품을 완성했다. 이는 특이한 일이 아니었다. 장인이 사망한 후 미망인이 종종 사업을 이어갔기 때문이다. 1441년 이후에는 아내 마르가레트나 형제 람베르트가 이를 맡았을 것으로 여겨진다. 이러한 작품으로는 《인스 홀의 성모》, 《서재의 성 예로니무스》, 1443년경의 《얀 포스의 성모》(《성 바르바라와 엘리자베스가 있는 성모자》) 등이 있다. 여러 디자인이 페트루스 크리스투스를 비롯한 1급 제2세대 네덜란드 화가들에 의해 재현되었는데, 크리스튀스는 《엑서터의 성모》의 한 버전을 그렸다.
작업실 구성원들은 또한 그의 사망 후 미완성 그림을 완성했다. 《십자가형과 최후의 심판 두폭화》의 오른쪽 화폭 상단 부분은 일반적으로 개성이 덜한 화풍의 더 약한 화가의 작품으로 여겨진다. 판 에이크가 밑그림은 완성했으나 화폭을 미완성인 채로 남기고 사망했으며, 상단 부분은 작업실 구성원이나 추종자들이 완성한 것으로 보인다.

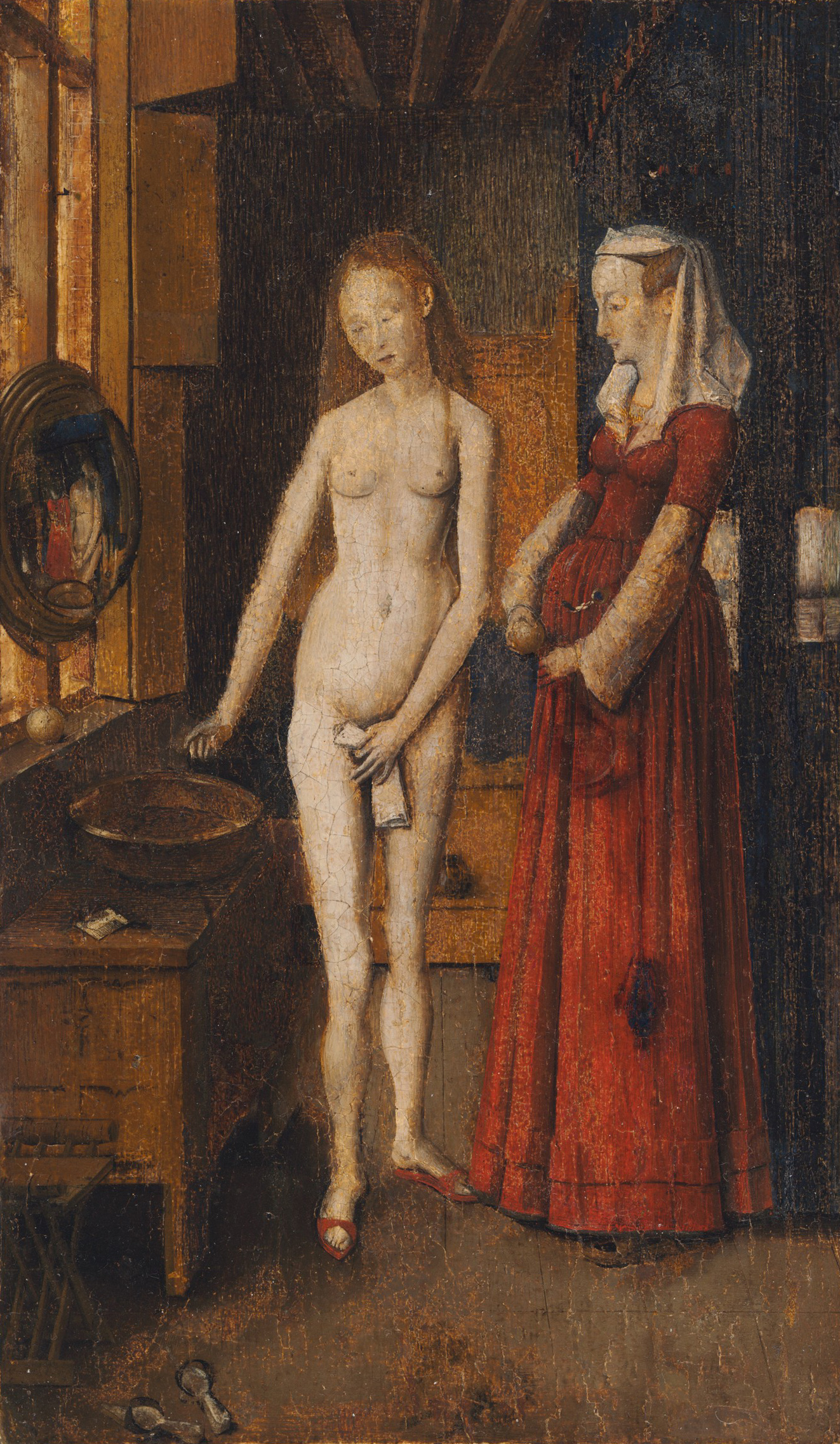
《목욕하는 여인》, 소실된 판 에이크 작품의 모사본, 16세기 초 무명의 네덜란드 화가

확실히 그의 작품으로 여겨지지만 모사본으로만 알려진 작품이 세 점 있다. 《포르투갈의 이자벨 초상》은 1428년 필리프를 위해 포르투갈의 주앙 1세의 딸과의 예비 혼인 계약을 맺으러 포르투갈을 방문했을 때의 작품이다. 현존하는 모사본을 통해 실제 참나무 액자 외에도 "그려 넣은" 액자가 두 개 더 있었음을 알 수 있는데, 하나는 상단에 고딕체 글귀가 적혀 있었고, 모조 석조 난간은 그녀의 손이 놓일 받침대 역할을 했다.
그의 사망 후 60년 동안 만들어진 《목욕하는 여인》의 모사본이 두 점 현존하지만, 주로 빌럼 판 하에흐트의 1628년 대작 《코르넬리스 판 데르 헤스트의 화랑》에 등장하는 모습을 통해 알려져 있다. 이 그림은 다른 많은 식별 가능한 고대가의 작품이 있는 수집가의 화랑을 보여준다. 《목욕하는 여인》은 침대와 작은 개가 있는 실내, 거울과 그 반영, 서랍장, 바닥의 나막신 등 《아르놀피니 부부의 초상》과 많은 유사점을 보인다. 더 넓게 보면 시녀의 옷, 그녀의 형태의 윤곽, 그리고 그녀가 향한 각도가 비슷하다.

## 명성과 유산
판 에이크에 대한 가장 이른 중요 자료인 제노바의 인문주의자 바르톨로메오 파치오의 1454년 저서 《위인전》의 전기에서 얀 판 에이크는 당대의 "최고의 화가"로 지목되었다. 파치오는 그를 로히어르 판 데르베이던, 젠틸레 다 파브리아노, 피사넬로와 함께 15세기 초의 최고 예술가들 중 한 명으로 꼽았다. 파치오가 이탈리아 화가들만큼이나 네덜란드 화가들에 대해 열광한 것이 특히 흥미롭다. 이 글은 현재는 소실된 판 에이크 작품의 측면을 밝혀주는데, 저명한 이탈리아인이 소장한 목욕 장면을 언급하면서도 다른 이가 그린 세계 지도를 잘못하여 판 에이크의 작품으로 돌리고 있다.

브뤼허의 얀 판 에이크광장은 그의 이름을 따서 명명되었다.

## 주해
1. ↑  이 신화는 카럴 판 만더르에 의해 널리 퍼졌다. 실제로 목조 조각상과 다른 물체를 채색하는 기법으로서의 유화는 훨씬 오래되었으며, 테오필루스(로저 폰 헬마르스하우젠으로 추정됨)는 1125년에 쓴 저서 《여러 가지 예술에 관하여》(On Divers Arts)에서 분명한 설명을 하고 있다. 판 에이크 형제가 정교한 패널화에 유화를 사용한 최초의 초기 네덜란드 화가들 중 하나이며, 글레이징과 번지기 기법 및 기타 기법을 통해 전례 없는 새로운 효과를 이루어냈다는 점은 인정받고 있다. Gombrich, E. H., The Story of Art, 236–39. Phaidon, 1995. ISBN 0-7148-3355-X를 참고하라.
2. ↑  필체 G가 판 아이크의 추종자였을 가능성도 있다. Campbell (1998), 174쪽 참조.
3. ↑  'bas-de-page'는 페이지 하단을 장식하는, 주로 테두리가 없는 삽화를 가리킨다.[29]
4. ↑  크렌(2003), 84쪽, 주석 1. 샤틀레, 34-35쪽과 194-196쪽 - 《대관식》을 제외한 모든 작품이 그곳에 도판으로 실려 있다. 제목은 저자들마다 다르다. 샤틀레는 추가로 루브르 박물관 소장 《그리스도와 성모의 중재》의 일부도 필체 G의 작품으로 보고 있다(195쪽).

## 참고문헌
- Acres, Alfred. Jan Van Eyck: within His Art. London: Reaktion Books, 2023. ISBN 978-1-78914761-2
- Ainsworth, Maryan; Christiansen, Keith (eds.). From Van Eyck to Bruegel: Early Netherlandish Painting in The Metropolitan Museum of Art. New York: Metropolitan Museum of Art, 1998. ISBN 978-0-3000-8609-6
- Bauman, Guy. "Early Flemish Portaits, 1425–1525". Metropolitan Museum of Art Bulletin, Volume 43, no. 4, 1986
- Borchert, Till-Holger. Van Eyck. London: Taschen, 2008. ISBN 978-3-8228-5687-1
- Borchert, Till-Holger (ed). Age of Van Eyck: The Mediterranean World and Early Netherlandish Painting. Groeningemuseum, Musea Brugge, 2002
- Borchert, Till-Holger (ed). Van Eyck to Durer. London: Thames & Hudson, 2011. ISBN 978-0-500-23883-7
- Campbell, Lorne. The Fifteenth Century Netherlandish Schools. London: National Gallery Publications, 1998. ISBN 978-1-8570-9171-7
- Chilvers, Ian. The Oxford Dictionary of Art. Oxford: Oxford University Press, 2004. ISBN 0-19-860476-9
- Dhanens, Elisabeth. Hubert & Jan Van Eyck. New York: Alpine Fine Arts Collection. ISBN 978-0-9144-2700-1
- Ferrari, Simone. Van Eyck: Masters of Art. Munich: Prestel, 2013. ISBN 978-3-7913-4826-1
- Foister, Susan, Sue Jones and Delphine Cool (eds). Investigating Jan van Eyck. Turnhout: Brepols, 2000
- Friedländer, Max J. Early Netherlandish Painting. Leiden: Praeger, 1967–1976. ASIN B0006BQGOW
- Graham, Jenny. Inventing van Eyck: The Remaking of an Artist for the Modern Age. Oxford and New York: Berg, 2007
- Harbison, Craig. Jan van Eyck: The Play of Realism. Edinburgh: Reaktion Books, 1997. ISBN 978-0-9484-6279-5
- Harbison, Craig. "Realism and Symbolism in Early Flemish Painting". The Art Bulletin, Volume 66, No. 4, December 1984
- Jones, Susan Frances. Van Eyck to Gossaert. National Gallery, 2011. ISBN 978-1-85709-504-3
- Kemperdick, Stephan. The Early Portrait, from the Collection of the Prince of Liechtenstein and the Kunstmuseum Basel. Munich: Prestel, 2006. ISBN 978-3-7913-3598-8
- Koerner, Joseph. The Moment of Self-Portraiture in German Renaissance Art. Chicago: University of Chicago Press, 1996. ISBN 978-0-2264-4999-9
- Kren, Thomas; McKendrick, Scott (eds). Illuminating the Renaissance: The Triumph of Flemish Manuscript Painting in Europe. Los Angeles: Getty Museum; Royal Academy of Arts, 2003. ISBN 978-1-9039-7328-8
- MacCulloch, Diarmaid. The Reformation: Europe's House Divided. London: Penguin Books, 2005. ISBN 978-0-1430-3538-1
- MacFall, Haldane. A History of Painting: The Renaissance in the North and the Flemish Genius Part Four. Whitefish, Montana: Kessinger Publishing, 2004. 15. ISBN 978-1-4179-4509-2
- Nash, Susie. Northern Renaissance art. Oxford: Oxford University Press, 2008. ISBN 978-0-1928-4269-5
- Pächt, Otto. Van Eyck and the Founders of Early Netherlandish Painting. New York: Harvey Miller, 1994. ISBN 978-1-8725-0181-9
- Panofsky, Erwin. Early Netherlandish Painting. London: Harper Collins, 1971. ISBN 978-0-0643-0002-5
- Philip, Lotte Brand. The Ghent Altarpiece and the Art of Jan van Eyck. Princeton: Princeton University Press, 1971. ISBN 978-0-6910-3870-4
- Porras, Stephanie. Art of the Northern Renaissance: Courts, Commerce and Devotion. London: Laurence King Publishing, 2018. ISBN 978-1-7862-7165-5
- Seidel, Linda. "The Value of Verisimilitude in the Art of Jan Van Eyck". "Yale French Studies"; Contexts: Style and Values in Medieval Art and Literature, 1991
- Smith, Jeffrey. The Northern Renaissance (Art and Ideas). London: Phaidon Press, 2004. ISBN 978-0-7148-3867-0
- Van Der Elst, Joseph. The Last Flowering of the Middle Ages. Whitefish, MT: Kessinger Publishing, 2005. ISBN 978-1-4191-3806-5
- Ward, John. "Disguised Symbolism as Enactive Symbolism in Van Eyck's Paintings". Artibus et Historiae, Volume 15, No. 29, 1994
- Wolff, Martha; Hand, John Oliver. Early Netherlandish Painting. Princeton NJ: Princeton University Press, 1986. ISBN 978-0-5213-4016-8